# 達伊爾·霍甘
達伊爾·霍甘（英語：Daryl Horgan；1992年8月10日—）是一位愛爾蘭職業足球選手，在場上的位置是邊鋒。現效力於英冠球隊韋甘比。他也曾代表愛爾蘭U19及U21國家足球隊參賽。2016年11月，他首次被選入成年愛爾蘭國家足球隊大名單，並且在2017年首次代表愛爾蘭國家足球隊出場。